# Robert Kalina
Robert Kalina (n. 29 iunie 1955, Viena, Austria) este un grafician austriac.

## Activitate de grafician
Lucrând pentru Banca Națională a Austriei din 1976, Robert Kalina a desenat ultimele bancnote de șillingi austrieci: bancnota de 500 de șillingi, care o reprezenta pe militanta feministă Rosa Mayreder (1858 - 1938) și cea de 1.000 de șillingi, care îl reprezenta pe Karl Landsteiner (1868 - 1943), laureat al premiului Nobel pentru medicină în 1930, lucrând în laboratorul său.
Robert Kalina a câștigat, printre 44 de candidați, în 1996, concursul pentru desenarea primelor șapte bancnote de euro, puse în circulație la 1 ianuarie 2002.
Alegerea proiectelor sale de bancnote de euro a fost anunțată în Consiliul European de la Dublin, în decembrie 1996. Urmând caietul de sarcini, Robert Kaliana a ales tema „Epoci și stiluri în Europa” și a reprezentat elemente care amintesc geografia și istoria arhitecturală a țărilor din Uniunea Europeană, fără motive naționale.
Robert Kalina a desenat și actualele bancnote, intrate în circulație la 1 ianuarie 2006, în Azerbaidjan, manatul azer. Robet Kalina a realizat și grafica unor bancnote din Bosnia și Herțegovina, precum și grafica seriei bancnotelor emise de Siria, în 2010, lira siriană.

## Galerie de imagini

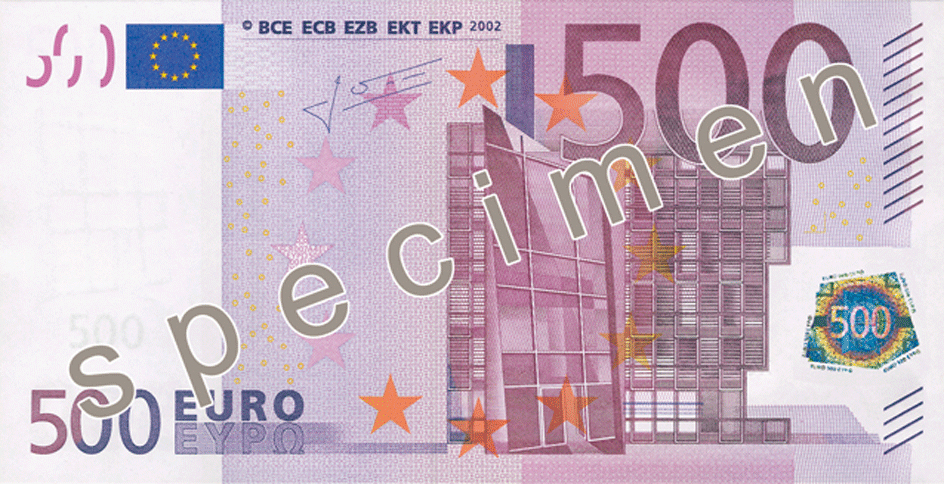
Bancnota de 500 de euro (2002), desenată de Robert Kalina